# Villasenoria orcuttii
Villasenoria orcuttii là một loài thực vật có hoa trong họ Cúc. Loài này được (Greenm.) B.L.Clark miêu tả khoa học đầu tiên năm 1999.